# Siagonodon septemstriatus
Espèce
Synonymes
- Anguis septemstriatus Schneider, 1801
- Leptotyphlops septemstriatus (Schneider, 1801)
- Leptotyphlops tatacua Briceno-Rossi, 1934

Siagonodon septemstriatus est une espèce de serpents de la famille des Leptotyphlopidae.

## Répartition
Cette espèce se rencontre en Guyane, au Guyana, au Venezuela, en Bolivie et au Brésil en Amazonas, au Pará et au Roraima.

## Publication originale
- Schneider, 1801 : Historiae Amphibiorum naturalis et literariae. Fasciculus secundus continens Crocodilos, Scincos, Chamaesauras, Boas. Pseudoboas, Elapes, Angues. Amphisbaenas et Caecilias. Frommani, Jena, p. 1-374 (texte intégral).